# Father's Doing Fine
Father's Doing Fine é um filme de comédia produzido no Reino Unido, dirigido por Henry Cass e lançado em 1952. É baseado na peça teatral de 1952 Little Lambs Eat Ivy, de Noel Langley.